# سليمان مولخو
سليمان مولخو (بالعبرية: שלמה מולכו‏) أو شلومو مولخو؛ ولد باسم ديوجو بيريس؛ (حوالي عام 1500 - 13 ديسمبر 1532)، كان صوفيًا يهوديًا برتغاليًا ومبشرًا بالمشيح. التقى بالإمبراطور الروماني شارلكان لحثه على إنشاء جيش يهودي، سلمه الإمبراطور إلى محاكم التفتيش حيث تم حرقه.

## بدايته
لا يُعرف أي شيء عن عائلة مولخو أو حتى تاريخ ميلاده بالتحديد. وُلِد في البرتغال في وقت ما بين سبتمبر 1500 وأغسطس 1502، ربما لوالدين من مارانوس. اسمه الأصلي كان ديوغو بيريس. شغل منصب أمين عام محكمة الاستئناف العليا في وطنه. وعندما وصل المغامر اليهودي ديفيد روبيني في عام 1525 للتفاوض مع الملك، في ظاهر الأمر في مهمة سياسية من بعض القبائل العشر المفقودة من إسرائيل، رغب مولخو في الانضمام إليه، لكن طلبه قوبل بالرفض. ثم ختن نفسه، وأُجبر على الهجرة.

## صعوده
أصبح مولخو عالمًا تلموديًا ومفسرًا للكتاب المقدس، ثم درس القابالة. ثم تجول كواعظ في إيطاليا وتركيا وحقق شهرة كبيرة، وادعى أن مملكة المسيح ستأتي في عام 1535 أو 1540. وعند عودته إلى إيطاليا، عارضه يهود بارزون، من بينهم يعقوب مانتينو بن صموئيل، الذي خاف أن يسبب اضطرابات بين اليهود. وقد حظي بمقابلة أمام البابا كليمنت السابع وحظي برضاه وكذلك برضاه بعض الكاردينال اليهود في روما. وحذر البابا من مغادرة روما لأن المدينة سوف تغمرها المياه قريبًا، وأرسل رسالة إلى ملك البرتغال يحذر فيها من وقوع زلزال وشيك. أدى وقوع الفيضان المميت في 8 أكتوبر 1530، والزلزال في لشبونة في 26 يناير 1531، إلى رفع سمعة مولخو بين السلطات الدينية والسياسية.
وفي عام 1532 ذهب برفقة معلمه ديفيد روبيني إلى ريغنسبون، حيث كان الإمبراطور شارلكان يقيم مجلساً قضائياً. اجتمع الثلاثة لمدة ساعتين، تشير الرسائل المكتوبة من المجلس في ذلك الوقت إلى أن مولخو اقترح إنشاء جيش يهودي مسيحي مشترك، لصد أعداء الإمبراطور الأجانب، وربما استعادة الأرض المقدسة. أمر الإمبراطور بالقبض على مولكو وروبيني وأعادهما إلى إيطاليا. وفي منتوة حكمت المحكمة الكنسية على مولخو بالإعدام حرقًا. أُخذ مولخو إلى المحرقة في نوفمبر أو ديسمبر 1532. ويقال أن الإمبراطور عرض عليه العفو بشرط عودته إلى الكنيسة الكاثوليكية، لكن مولخو رفض، وطلب موته شهيدًا. ونُفي معلمه ديفيد روبيني إلى إسبانيا، حيث توفي فيما بعد.